# 旺茲沃思路站
旺兹沃思路站（英語：Wandsworth Road railway station）是伦敦地上铁东伦敦线克拉珀姆支线的一座车站，位于伦敦的蘭貝斯區，属于第2收费区。此外，東南鐵路也使用本站。

## 歷史
- 1863年3月1日，車站啟用，名稱為克拉珀姆站。
- 1866年5月1日，站台數目由2增加至5[4]。
- 1916年4月3日，關閉了1866年增加的3個站台[5][6]。
- 1988年11月，東南鐵路負責在本站增設了人行天橋[7]。

## 列车服务
- 自2012年12月9日起，東南鐵路部分列車在維多利亞車站始發。
- 自2012年12月9日起，克拉珀姆支线在本站開始服務，取代了以往南方鐵路在本站的功能，改為每小時4對列車[8]。
- 2012年12月起，肯辛顿（奥林匹亚）站至克拉珀姆高街站的運行模式縮減為肯辛顿（奥林匹亚）站至本站，並在2013年6月17日取消該運行模式。